# Robert de Vere (19e comte d'Oxford)
Pour les articles homonymes, voir Robert de Vere.
Robert de Vere, 19e comte d'Oxford (né après le 23 août 1575 – 7 août 1632) est un soldat britannique, et l'avant-dernier Comte d'Oxford.

## Biographie
Robert est le fils de Hugues de Vere (un petit-fils de John de Vere, 15e comte d'Oxford) et Eleanor Walsh. Il est le cousin au deuxième degré d'Henry de Vere (18e comte d'Oxford).
Quand Henry meurt en juin 1625, Robert est l'héritier présomptif du comté. Robert est descendant du 15e comte d'Oxford, mais son titre n'est pas immédiatement confirmé, bien que son droit à la pairie ait été reconnu par le Lord juge en Chef, Sir Ranulph Crewe dans un célèbre jugement. Sa situation est considérée comme irrégulière en Angleterre, et il obtient le titre seulement après un long débat à la Chambre des lords en avril 1626. Par la suite, il retourne à son domicile aux Pays-Bas, où il a fait carrière dans l'armée néerlandaise.
Il épouse Béatrice, ou Bauck, fille du noble néerlandais Sierck van Hemmema. En 1632, Robert est tué pendant le siège de Maastricht. Son titre passe à son fils Aubrey, qui est le dernier de la lignée des de Vere comtes d'Oxford.

## Sources et références
- (en) Cet article est partiellement ou en totalité issu de l’article de Wikipédia en anglais intitulé « Robert de Vere, 19th Earl of Oxford » (voir la liste des auteurs).

1. ↑  http://www.simonwierstra.nl/hemmema.htm%7Ctitle=Genealogie van het adellijk geslacht van Hemmema|last=Wierstra|first=Simon|publisher=Simon Wierstra|language=Dutch|accessdate=2008-11-14|deadurl=yes|archiveurl=https://web.archive.org/web/20081222095101/http://www.simonwierstra.nl/hemmema.htm%7Carchivedate=22 décembre 2008|df=dmy-all

- Oxford Dictionary of National Biography, Vere, Henry de, eighteenth earl of Oxford (1593–1625)